# Asociace tenisových profesionálů
Asociace tenisových profesionálů nebo Sdružení tenisových profesionálů (anglicky Association of Tennis Professionals, krátce ATP) je organizace sdružující mužské profesionální tenisty hrající na mezinárodní úrovni.
Organizace byla založena roku 1972 v čase, kdy se odehrával grandslam ve Forest Hills, aby zastupovala zájmy profesionálních tenistů. Dnes mimo jiné organizuje (nebo zaštiťuje) většinu mezinárodních turnajů v rámci takzvané ATP Tour a dohlíží na sestavování uznávaného žebříčku tenistů, podle kterého jsou obvykle nasazováni do turnajů.
Organizace ATP zaznamenává historické rekordy mužského profesionálního okruhu – rekordy ATP Tour a každoročně na závěr sezóny také nejlepším hráčům uděluje – ceny ATP.

## Kategorie turnajů ATP
Turnaje ATP Tour zahrnují kategorie Grand Slam, ATP Tour Masters 1000 (dřívější název ATP Masters Series), ATP Tour 500, ATP Tour 250, ATP Challenger Series, a Turnaje Futures. Organizace také pořádá každoroční Světový pohár družstev v Düsseldorfu a Blackrock Tour of Champions pro seniory. Turnaje Futures pořádá organizace ITF, přesto jsou hodnoceny v rámci ATP Tour a hráči za ně získávají body do žebříčku ATP.
| Kategorie turnajů     | Počet | Celkový rozpočet (USD)        | Body pro vítěze | Řídící organizace |
| --------------------- | ----- | ----------------------------- | --------------- | ----------------- |
| Grand Slam            | 4     | 6 478 000–19 000 000 (základ) | 2 000           | ITF               |
| ATP Finals            | 1     | 4 450 000                     | 1100–1500       | ATP & ITF         |
| ATP Tour Masters 1000 | 9     | 2 450 000–3 645 000           | 1000            | ATP               |
| ATP Tour 500          | 11    | 755 000–2 100 000             | 500             | ATP               |
| ATP Tour 250          | 40    | 416 000–1 024 000             | 250             | ATP               |
| ATP World Team Cup    | 1     | 1 750 000                     | —               | ATP               |
| ATP Challenger Tour   | 178   | 35 000–150 000                | 75–125          | ATP               |
| turnaje ITF Futures   | 534   | 10 000–15 000                 | 17–33           | ITF               |

Společně s Mezinárodní tenisovou federací ATP zaštiťuje ATP Challenger Series, turnaje lokálního významu s nižším finančním ohodnocením do 150 000 dolarů a možností účasti i domácích hráčů, kteří nefigurují na žebříčku ATP. Jejich počet je proměnlivý, obvykle kolem 150–180 za rok.
Organizace ATP a ITF se zavázaly, že Světová skupina od Davis Cupu 2009 bude bonifikována až 500 body pro úspěšné hráče.